# Buste de femme (Modigliani)
Pour les articles homonymes, voir Buste de femme.
Buste de femme est un tableau réalisé par le peintre italien Amedeo Modigliani en 1917-1920. De format vertical, cette huile sur toile est le portrait en buste d'une jeune femme aux cheveux bruns, en noir devant un fond gris. L'œuvre est conservée avec deux autres portraits féminins de la main de l'artiste au musée national des Beaux-Arts, à Buenos Aires, en Argentine.

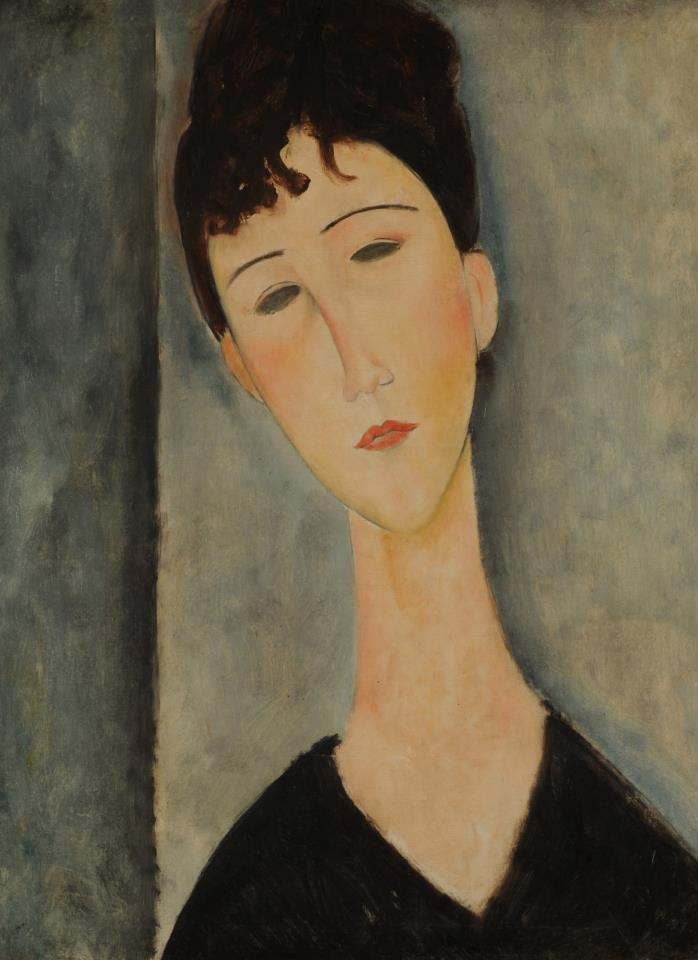
Figure de femme – Musée national des Beaux-Arts, Buenos Aires.
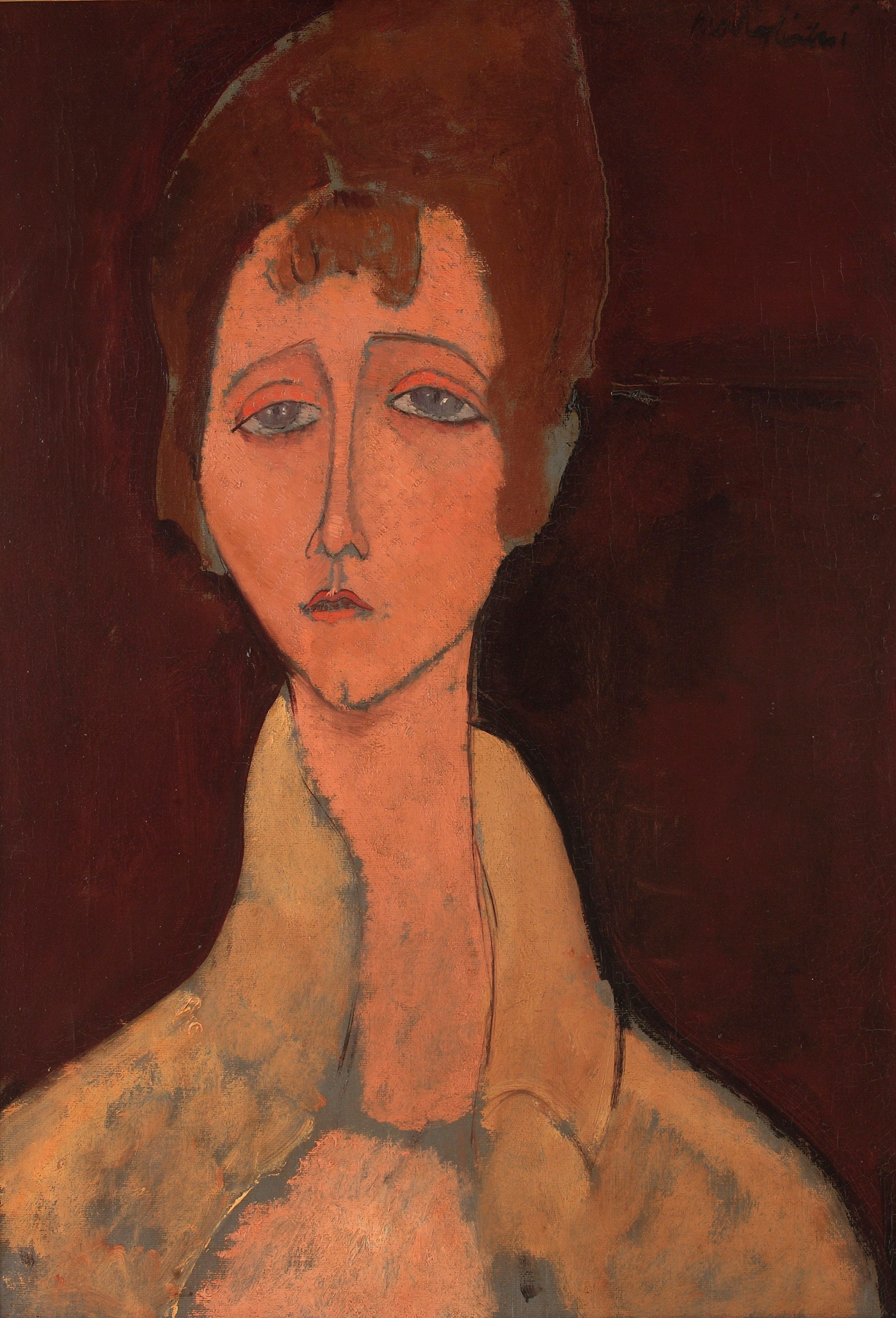
Femme au corsage blanc, 1917 – Musée national des Beaux-Arts, Buenos Aires.